# Allium pilosum
Allium pilosum là một loài thực vật có hoa trong họ Amaryllidaceae. Loài này được Sm. mô tả khoa học đầu tiên năm 1819.